# Filmes de 1950 da RKO Pictures

## A RKO em 1950

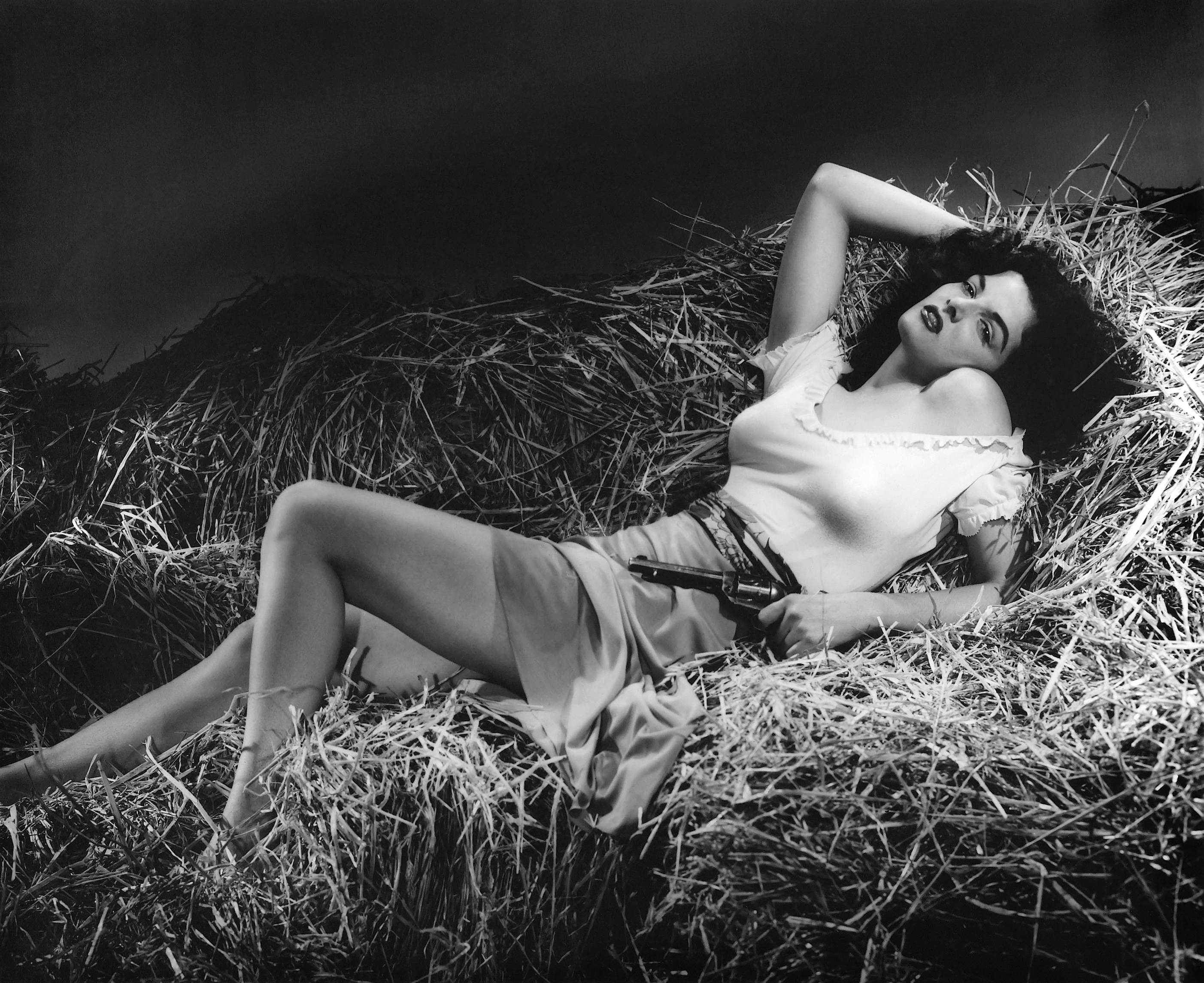
Polêmico faroeste carregado de erotismo, The Outlaw foi rodado em 1941, conseguiu finalmente ser liberado para uma exibição em 1943 e teve distribuição limitada em 1946. Howard Hughes, que o produziu e dirigiu, vendeu-o à RKO em 1948 e o relançou dois anos depois. O pivô do filme é a sensual Rio (foto), interpretada pela estreante Jane Russell.

Howard Hughes continuava a varrer a RKO. Em maio, após meses sendo acordado por Hughes às 2h ou 3h da manhã para tratar de negócios, o chefe de produção Sam Rogell resolveu reclamar, e foi demitido no dia seguinte. Para seu lugar, Hughes chamou Samuel Bischoff, um veterano da Warner Bros.. O vice-presidente Gordon Youngman achou que não dava mais para continuar e também partiu.
No que a The Hollywood Reporter chamou de "a maior transação independente da história da indústria [cinematográfica]", Hughes contratou a dupla Jerry Wald e Norman Krasna, ao custo de 50 milhões de dólares, para produzir 60 filmes em cinco anos e meio.  Wald era produtor na Warner, onde estava havia 18 anos, enquanto Krasna, uma estrela entre os roteiristas de Hollywood, já escrevera vários sucessos para a própria RKO, como The Richest Girl in the World e Bachelor Mother. Conhecidos como os "Whiz Kids" (garotos espertos), não só pelas iniciais de seus sobrenomes, mas também pela natural exuberância de Wald, eles prometeram atrair "as pessoas mais inteligentes desde os gregos" e, otimistas, declararam que Hughes lhes daria "até mais liberdade que Darryl F. Zanuck". Um ano depois, tudo que eles queriam era escapar da ratoeira em que tinham se metido.
A RKO lançou 32 filmes em 1950. Menos de 15 eram produções próprias e, pela primeira vez em sua história, nenhum lançamento deu lucros superiores a 100.000 dólares. Os que se saíram melhor, The Capture e Outrage, ficaram acima do vermelho em apenas 70.000 dólares cada um. Duas produções dos Estúdios Disney, Beaver Valley e Cinderella, e uma de Samuel Goldwyn, Our Very Own, foram os únicos lembrados pela Academia de Artes e Ciências Cinematográficas, responsável pelos prêmios Oscar.
O estúdio continuava a produzir pouco e em setembro já dava cem mil dólares de prejuízo por semana. O balanço final da corporação indicou um resultado negativo da ordem de 5.832.000 dólares.

## Prêmios Oscar
Vigésima-terceira cerimônia, com os filmes exibidos em Los Angeles no ano de 1950.
| Filme         | Indicações                                                        | Premiações                                      |
| ------------- | ----------------------------------------------------------------- | ----------------------------------------------- |
| Beaver Valley | Melhor Curta-Metragem em Live Action: 2 Bobinas                   | Melhor Curta-Metragem em Live Action: 2 Bobinas |
| Cinderella    | Melhor Canção Original Melhor Trilha Sonora Melhor Mixagem de Som | ---                                             |
| Our Very Own  | Melhor Mixagem de Som                                             | ---                                             |

## Os filmes do ano
| Título original             | Título PT/BR             | Título PT/PT                | Astros                            | Diretor                |
| --------------------------- | ------------------------ | --------------------------- | --------------------------------- | ---------------------- |
| Armored Car Robbery         | Império do Terror        | Brigada Criminal            | Charles McGraw, Adele Jergens     | Richard Fleischer      |
| Border Treasure             | Tesouro da Fronteira     |                             | Tim Holt, Jane Nigh               | George Archainbaud     |
| Born to Be Bad              | Alma sem Pudor           | A Deusa do Mal              | Joan Fontaine, Robert Ryan        | Nicholas Ray           |
| Bunco Squad                 |                          |                             | Robert Sterling, Joan Dixon       | Herbert I. Leeds       |
| The Capture                 | Na Solidão do Inferno    | A Captura                   | Lew Ayres, Teresa Wright          | John Sturges           |
| Cinderella                  | A Gata Borralheira       | A Gata Borralheira          | Animação                          | Clyde Geronimi et alli |
| Destination Murder          |                          |                             | Joyce Mackenzie, Stanley Clements | Edward L. Cahn         |
| Double Deal                 | Fúria Perversa           |                             | Marie Windsor, Richard Denning    | Abby Berlin            |
| Dynamite Pass               | Desfiladeiro Fatal       |                             | Tim Holt, Lynne Roberts           | Lew Landers            |
| Edge of Doom                | Alma em Revolta          | Que Deus Me Salve           | Dana Andrews, Farley Granger      | Mark Robson            |
| Experiment Alcatraz         |                          |                             | John Howard, Joan Dixon           | Edward L. Cahn         |
| The Golden Twenties         |                          |                             | Documentário                      | ---                    |
| Mad Wednesday               | Trapalhadas do Haroldo   | Os Piores Anos da Sua Vida  | Harold Lloyd, Jimmy Conlin        | Preston Sturges        |
| The Man on the Eiffel Tower | O Fugitivo da Guilhotina | O Homem da Torre Eifel      | Charles Laughton, Franchot Tone   | Burgess Meredith       |
| Never a Dull Moment         | Perdida de Amor          | Convite ao Amor             | Irene Dunne, Fred MacMurray       | George Marshall        |
| Our Very Own                | Vida de Minha Vida       | Entre Duas Mães             | Ann Blyth, Farley Granger         | David Miller           |
| The Outlaw                  | O Proscrito              | A Terra dos Homens Perdidos | Jack Buetel, Jane Russell         | Howard Hughes          |
| Outrage                     | O Mundo É o Culpado      | Ultrage                     | Mala Powers, Tod Andrews          | Ida Lupino             |
| Rider from Tucson           | Bandoleiros da Vingança  |                             | Tim Holt, Elaine Riley            | Lesley Selander        |
| Rio Grande Patrol           | Patrulha do Rio Grande   |                             | Tim Holt, Jane Nigh               | Lesley Selander        |
| The Secret Fury             | Cada Vida... Seu Destino | Fúria Secreta               | Claudette Colbert, Robert Ryan    | Mel Ferrer             |
| Storm over Wyoming          | Aventuras Ciclônicas     |                             | Tim Holt, Noreen Nash             | Lesley Selander        |
| Stromboli                   | Stromboli                | Stromboli                   | Ingrid Bergman, Mario Vitale      | Roberto Rossellini     |
| Tarzan and the Slave Girl   | Tarzan e a Escrava       | Tarzan e a Escrava          | Lex Barker, Vanessa Brown         | Lee Sholem             |
| The Tattooed Stranger       |                          | O Homem Tatuado             | John Miles, Patricia Barry        | Edward Montagne        |
| Treasure Island             | A Ilha do Tesouro        | O Tesouro e os Piratas      | Bobby Driscoll, Robert Newton     | Byron Haskin           |
| Vendetta                    | Vendetta                 |                             | Faith Domergue, George Dolenz     | Mel Ferrer             |
| Wagon Master                | Caravana de Bravos       | A Caravana Perdida          | Ben Johnson, Joanne Dru           | John Ford              |
| Walk Softly, Stranger       | O Que a Vida Me Negou    | O Forasteiro                | Joseph Cotten, Alida Valli        | Robert Stevenson       |
| Where Danger Lives          | Trágico Destino          | Infiel                      | Robert Mitchum, Faith Domergue    | John Farrow            |
| The White Tower             | Neve e Sangue            | A Torre Branca              | Glenn Ford, Alida Valli           | Ted Tetzlaff           |
| The Woman on Pier 13        | Nuvens da Tempestade     | Casei com Um Comunista      | Laraine Day, Robert Ryan          | Robert Stevenson       |